# Gevherhan Sultan (figlia di Ibrahim I)
Gevherhan Sultan (turco ottomano: کوھرخان سلطان, lett. "gemma del Khan"; Costantinopoli, 1642 – Edirne, 27 ottobre 1694) è stata una principessa ottomana, figlia del sultano Ibrahim I e sorellastra dei sultani Mehmed IV, Solimano II e Ahmed II.

## Origini
Gevherhan Sultan nacque nel 1642 a Costantinopoli, nel Palazzo Topkapi. Suo padre era il sultano ottomano Ibrahim I. Sua madre è sconosciuta, ma si ipotizza possa essere Muazzez Sultan, Terza Haseki di Ibrahim. Questo la renderebbe la sorella maggiore di Ahmed II invece che una delle sue sorellastre. 

## Matrimoni
Gevherhan Sultan si sposò tre volte:
- Il 23 novembre 1646 con Cafer Pascià[1].  Il matrimonio durò solo pochi mesi prima che Cafer venisse giustiziato, ma a Gevherhan fu permesso mantenere la proprietà di Palazzo Halil Pascià, situato a Hoca Paşa (Fatih), che era stato il suo regalo di nozze[2][3].
- Nel 1647[4] o nel 1653[5] con Çavuşzade Mehmed Pascià[6], Visir e Capitan pascià della flotta ottomana[5][7], e nel 1672 accompagnò il fratellastro Mehmed IV nella campagna ucraina contro Kam"janec'-Podil's'kyj[8]. Gevherhan rimase vedova nel 1681 e si trasferì a Edirne, dove Mehmed IV aveva spostato la corte[5].
- Il 13 gennaio 1692 con Helvacı Yusuf Pascià, Capitan pascià della flotta. Il matrimonio terminò con la sua stessa morte due anni dopo[9][10][11].

Non ebbe figli noti. 

## Morte
Gevherhan morì di malattia il 27 ottobre 1694, a Edirne, dopo più di un anno di degenza. Il funerale si tenne a Costantinopoli, dove venne sepolta, all'interno della Moschea Şehzade. 

## Debiti
Documenti d'archivio datati 28 novembre 1694 testimoniano che Gevherhan aveva contratto grossi debiti durante la sua vita, la maggior parte dei quali con Rabia Sultan, favorita e Haseki di Ahmed II. Documenti del 1 dicembre 1694 stabiliscono che parte di quei debiti dovevano essere coperti dal trasferimento di alcune proprietà e rendite di Gevherhan ad Asiye Sultan, la figlia neonata di Rabia e Ahmed.